# Splendrillia aurora
Splendrillia aurora é uma espécie de gastrópode do gênero Splendrillia, pertencente a família Drilliidae.